# Saphophagus minutus
Saphophagus minutus är en skalbaggsart som beskrevs av Sharp 1886. Saphophagus minutus ingår i släktet Saphophagus och familjen Jacobsoniidae. Inga underarter finns listade i Catalogue of Life.